# Barragem de Vale de Madeiro
A Barragem de Vale de Madeiro, ou Barragem de Madeiro, construída sobre o leito da ribeira de Mourel (da bacia hidrográfica do rio Douro), localiza-se perto de Vale de Madeiro, na freguesia de Cedães, no Município de Mirandela, Distrito de Bragança, em Portugal. A barragem entrou em funcionamento em 2004.

## Barragem
É uma barragem de aterro (terra homogénea). Possui uma altura de 29,6 m acima do terreno natural e um comprimento de coroamento de 186,3 m (largura 7 m). O volume da barragem é de 202.000 m³. Possui uma capacidade de descarga máxima de 179 m³/s (descarregador de cheias).

## Albufeira
A albufeira da barragem apresenta uma superfície inundável ao NPA (Nível Pleno de Armazenamento) de 0,183 km² e tem uma capacidade total de 1,509 Mio. m³ (capacidade útil de 1,335 Mio. m³). As cotas de água na albufeira são: NPA de 291 metros, NMC (Nível Máximo de Cheia) de 293 metros e NME (Nível Mínimo de Exploração) de 277 metros.